# Clasificación para el Campeonato Asiático de Futsal 2007
La Clasificación para el Campeonato Asiático de Futsal 2007 se jugó en marzo de 2007 y contó con la participación de 8 selecciones nacionales de Asia para determinar a 4 clasificados a la fase final del torneo a celebrarse en Japón.

## Resultados
Los partidos se jugaron en la República de China.

### Grupo A
| País         | G | E | P | GF | GC  | Pts |
| ------------ | - | - | - | -- | --- | --- |
| Líbano       | 2 | 1 | 0 | 23 | 4   | 7   |
| Filipinas    | 2 | 0 | 1 | 11 | 12  | 6   |
| China Taipéi | 1 | 1 | 1 | 9  | -6  | 4   |
| Maldivas     | 0 | 0 | 3 | 4  | -25 | 0   |

|  | Líbano                                                         | 8 – 2 | Filipinas                    | Hsinchuang Gymnasium, Taipéi |                              |
|  | Takaji 3' 29' · Abou-Chaaya 4', 29' · Atwi 7' 21' · Kawsan 32' |       | Ocampo 24' · Nejadsafavi 40' | Asistencia: 100 espectadores | Asistencia: 100 espectadores |

|  | China Taipéi                                                                                             | 6 – 1 | Maldivas     | Hsinchuang Gymnasium, Taipéi |                              |
|  | Tseng Tai-lin 14' · Chang Fu-hsiang 17' · Fang Ching-jen 34' · Chen Chun-chieh 35' · Tsai Chih-chieh 35' |       | V. Ahmed 22' | Asistencia: 150 espectadores | Asistencia: 150 espectadores |

|  | Maldivas  | 1 – 14 | Líbano | Hsinchuang Gymnasium, Taipéi |                              |
|  | Adeel 28' |        | Abou-Chaaya 5' · Atwi 6' 21' 37' · Itani 9' 10' 14' · Said 16' 40' · Takaji 22' · H. Hammoud 28' 29' 32' · Abou Taam 38' | Asistencia: 100 espectadores | Asistencia: 100 espectadores |

|  | Filipinas               | 4 – 2 | China Taipéi                              | Hsinchuang Gymnasium, Taipéi |                              |
|  | Zerrudo 14' 30' 31' 33' |       | Chang Fu-hsiang 25' · Wang Chih-sheng 28' | Asistencia: 600 espectadores | Asistencia: 600 espectadores |

|  | Maldivas                        | 2 – 5 | Filipinas                                      | Hsinchuang Gymnasium, Taipéi |                              |
|  | N. Abdulla 35' · M. Mohamed 39' |       | Go 15' · Zerrudo 16' 22' 37' · Nejadsafavi 31' | Asistencia: 100 espectadores | Asistencia: 100 espectadores |

|  | Líbano          | 1 – 1 | China Taipéi      | Hsinchuang Gymnasium, Taipéi |                              |
|  | Abou-Chaaya 20' |       | Tseng Tai-lin 15' | Asistencia: 600 espectadores | Asistencia: 600 espectadores |

### Grupo B
| País          | G | E | P | GF | GC  | Pts |
| ------------- | - | - | - | -- | --- | --- |
| Irak          | 3 | 0 | 0 | 34 | 7   | 9   |
| Corea del Sur | 2 | 0 | 1 | 34 | 9   | 6   |
| Indonesia     | 1 | 0 | 2 | 26 | -17 | 3   |
| Guam          | 0 | 0 | 3 | 4  | -65 | 0   |

|  | Irak | 19 – 0 | Guam | Hsinchuang Gymnasium, Taipéi |                             |
|  | Khalil 2' · Ghazi 3' 6' · Jasim 4' 6' 10' 25' 39' · Khalid 7' 8' 17' 18' · Hameed 16' · Abd-Ali 22' 31' 39' · Khalaf 24' 39' |        |      | Asistencia: 10 espectadores  | Asistencia: 10 espectadores |

|  | Indonesia     | 1 – 6 | Corea del Sur                                                        | Hsinchuang Gymnasium, Taipéi |                             |
|  | Ladjanibi 38' |       | Choi Yong-sun 6' 15' 38' · Kim Jeong-nam 30' · Lee Sang-keun 36' 39' | Asistencia: 10 espectadores  | Asistencia: 10 espectadores |

|  | Corea del Sur                             | 3 – 6 | Irak                                                    | Hsinchuang Gymnasium, Taipéi |                             |
|  | Kim Jeong-nam 14' · Lee Sang-keun 26' 40' |       | Jasim 10' 19' 38' · Khalid 15' · Ghazi 22' · Khalaf 25' | Asistencia: 30 espectadores  | Asistencia: 30 espectadores |

|  | Guam                      | 2 – 21 | Indonesia | Hsinchuang Gymnasium, Taipéi |                             |
|  | Gadia 3' · Pangelinan 10' |        | Handoyo 6' 15' · Matulessy 7' 13' 23' 24' 39' · Suryasaputra 9' 17' · Ladjanibi 16' 17' 18' 25' 31' 39' · Syaibani 21' 30' 35' · Karmadi 27' 33' | Asistencia: 30 espectadores  | Asistencia: 30 espectadores |

|  | Corea del Sur | 25 – 2 | Guam                     | Hsinchuang Gymnasium, Taipéi |                             |
|  | Choi Yong-sun 2' 3' 7' 10' 13' 23' 27' 31' 32' 34' · Sung Han-soo 3' 6' 9' 22' 24' 35' · Shin Han-kook 5' · Kim Jeong-nam 10' 33' 36' · Lee Sang-keun 15' 33' 39' · Merfalen 38' (a.g.) |        | Cruz 8' · Pangelinan 38' | Asistencia: 30 espectadores  | Asistencia: 30 espectadores |

|  | Irak                                                                        | 9 – 4 | Indonesia                                           | Hsinchuang Gymnasium, Taipéi |                             |
|  | Khalid 3' · Jasim 7' 12' 35' · Ghazi 17' 19' 34' · Abd-Ali 37' · Hameed 40' |       | Issa 6' · Matulessy 12' · Karmadi 29' · Handoyo 32' | Asistencia: 30 espectadores  | Asistencia: 30 espectadores |

## Clasificados

### Anfitrión
- Japón

### Edición Anterior
- Uzbekistán
- Irán
- Kirguistán
- Tailandia
- China
- Australia
- Tayikistán
- Hong Kong
- Malasia
- Turkmenistán
- Kuwait

### Eliminatoria
- Líbano
- Filipinas
- Irak
- Corea del Sur